# Litevský skauting

Historický znak Litevských skautů

Skauting v Litvě sestává z několika různých organisací, některé z nich jsou členy těch mezinárodních. Kromě otevřených organisací, jsou některé určené pro Litevské minority, a také zde působí Girl Scouts of the USA.

## Litevské organisace
V Litvě jsou tyto skautské organisace (Počty členů v roce 2006 dle)
- Lietuvos Skautija (LS), čeln World Organization of the Scout Movement, registrovaný v roce 1996, měl 1 446 členů
- Lietuvos skaučių seserija, organisace je členem World Association of Girl Guides and Girl Scouts, registrovaná v roce 1989 s 652 členkami
- Lietuvos jaunųjų krikščionių sąjungos skautai ir skautės (LJKSSS), YMCA a YWCA skauti a skauty, registrovaná v roce 1996, 130 členů
- Jūrų skautija „Divytis“, Litevští vodní skauti, registrovaní v roce 2001, 600 členů
- Lietuvos lenkų harcerių (skautų) sąjunga (LLHS), napojení na Związek Harcerstwa Polskiego, se zaměřením na Polskou minoritu, obnovená v roce 1989, 400 členů
- Lietuvos Nacionalinė Europos Skautų Asociacija (LNESA), patřící do UIGSE, založená v roce 1992, 300 členů
- Lietuvos skautų sąjunga (LSS), obnovená v roce 1989, 1 000 členů
- Visagino skautų organizacija (VSO), napojení na LS a ORYuR, zaměření na Ruskou menšinu, založená v roce 1992, 300 členů (50 aktivních)[3]
- Žemaitijos skautų organizacija (ŽSO), patřící pod World Federation of Independent Scouts (WFIS), založená v roce 2002, 150 členů
- "Związek Harcerstwa Polskiego na Litwie" (ZHPnL) patřící do Confédération Européenne de Scoutisme

## Absolventské organisace
Organisace pro bývalé skauty
- Lietuvos suaugusių skautų bendrija (LSSB) pro bývalé členy skautingu, organisace je členem ISGF, a byla založena v roce 1992, měla 50 členů
- Studentų skautų korporacija "Vytis", Akademinė skaučių draugovė ir Skautų filisterių sąjunga (Korp!Vytis, ASD ir SFS), akademická společnost pro skauty, obnovena v roce 1989, 200 členů

## Litevští skauti v exilu
Organisace Lietuviu Skautų Sąjunga byla zformována po druhé světové válce a slouží litevské komunit v zahraničí. V roce 2008, byly aktivní jednotky v Austrálii, Kanadě, Spojeném království a Spojených státech. Většina z těchto jednotek byla rovněž členem příslušné národní skautské organisace ve WOSM.

## Mezinárodní skautské jednotky v Litvě
V Litevském Vilnius působí Girl Scouts of the USA.